# Pechipogo anomalalis
Pechipogo anomalalis là một loài bướm đêm trong họ Noctuidae.